# Штранде
Штранде (њем. Strande) општина је у њемачкој савезној држави Шлезвиг-Холштајн. Једно је од 165 општинских средишта округа Рендсбург. Према процјени из 2010. у општини је живјело 1.481 становника. Посједује регионалну шифру (AGS) 1058157, NUTS (DEF0B) и LOCODE (DE STD) код.

## Географски и демографски подаци
Штранде се налази у савезној држави Шлезвиг-Холштајн у округу Рендсбург. Општина се налази на надморској висини од 4 метра. Површина општине износи 13,7 km². У самом мјесту је, према процјени из 2010. године, живјео 1.481 становник. Просјечна густина становништва износи 108 становника/km².